# فنسنت لي بارون
فنسنت لي بارون (10 يونيو 1989 في فرنسا -) (بالفرنسية: Vincent Le Baron)‏ هو لاعب كرة قدم فرنسي في مركز الوسط. شارك مع منتخب بريتاني لكرة القدم. أما مع النوادي، فقد لعب مع ستاد لافال ونادي روان ونادي فان.

## وصلات خارجية
- فنسنت لي بارون على موقع رابطة كرة القدم الفرنسية للمحترفين (الإنجليزية)
- فنسنت لي بارون على موقع قاعدة بيانات كرة القدم.إي يو (الإنجليزية)
- فنسنت لي بارون على موقع Soccerway.com (الإنجليزية)
- فنسنت لي بارون على موقع عالم كرة القدم.نت (الإنجليزية)
- فنسنت لي بارون على موقع GSA (الإنجليزية)